# 芽籠國際足球會
芽籠國際足球會（Geylang International Football Club）是新加坡職業足球聯賽的一支职业足球队。球队成立于1973年，最初的队名为国际合约专家，1975年更名为芽笼国际，队名在1996年改为现在的名字在新加坡职业足球联赛成立之前，球队參與新加坡国家足球联赛（1975-1987）和新加坡超级足球联赛（1988-1995）。并且是那一时期的传统强队，一共夺得过 9 个联赛冠军。
俱乐部是1996年新加坡职业足球联赛的8支创始球队之一，以芽籠聯之名參賽，随后摘取了联赛的首个冠军头衔。当时的赛制是效仿日本联赛而分上半季和下半季，在新加坡足坛最著名的球星范迪·阿末的带领下，芽笼联队夺取了1996年上半季联赛的冠军，最终在与下半季冠军新加坡武装部队FC争夺最后总冠军的大决赛中 2–1 击败对手，从而摘得联赛的首个冠军。
球队在2001年第二次夺得新加坡职业足球联赛的冠军，芽笼联的主场设在勿洛体育场，球队的吉祥物是老鹰，球队也被昵称为“鹰队”。2012年將球會名字改回為芽籠國際。

## 球队名字简介
芽笼联队的名字取自新加坡的一个地区，芽笼地区位于新加坡南部，以新加坡合法的红灯区和活跃的夜生活而著名，除了红灯区以外这一地区还有许多水果摊贩，夜总会和各种风味的小餐馆。

## 歷年成績

### 新加坡職業足球聯賽
- 2013年 - 第九名
- 2012年 - 第十一名
- 2011年 - 第八名
- 2010年 - 第五名
- 2009年 - 第六名
- 2008年 - 第六名
- 2007年 - 第六名
- 2006年 - 第十名
- 2005年 - 第八名
- 2004年 - 第七名
- 2003年 - 亚军
- 2002年 - 第三名
- 2001年 - 冠军
- 2000年 - 第三名
- 1999年 - 第四名
- 1998年 - 第三名
- 1997年 - 第五名
- 1996年 - 冠军 (上半季: 第一名; 下半季: 第五名; (冠军决赛中2-1击败新加坡軍团)

### S-联赛前的国内冠军头衔
- 超级联赛: 1988年, 1989年, 1990年, 1991年, 1992年 & 1993年
- 国家足球联赛: 1975年, 1976年 & 1977年

### 盃赛冠军纪录
- 新加坡足总盃: 1996年
- 总统盃: 1976年, 1978年, 1990年, 1991年 & 1995年

## 球队大名单
註釋：國旗表示球員在國際足聯資格規則定義的國家隊。球員可能擁有一個以上非國際足聯國籍。
| 號碼 |          | 位置 | 球員                                 |
| ---- | -------- | ---- | ------------------------------------ |
| 1    | 新加坡   | 门将 | Hassan Sunny夏新辛                   |
| 2    | 新加坡   | 后卫 | Noh Rahman羅拉文                     |
| 3    | 新加坡   | 后卫 | Abdul Hadi夏迪亞                     |
| 4    | 保加利亚 | 中场 | Boyko Simeonov史美安                 |
| 5    | 新加坡   | 后卫 | Fathi Yunus楊勒士                    |
| 6    | 新加坡   | 中场 | Che Mukammil車門卡                   |
| 7    | 新加坡   | 中场 | Syed Fadhil施法希                    |
| 8    | 新加坡   | 中场 | Razali Johari張哈里                  |
| 9    | 日本     | 前锋 | Ryuji Sueoka 呂素卡                  |
| 10   | 大韩民国 | 前锋 | Nam Woung Ki南宏基                   |
| 11   | 新加坡   | 后卫 | Saminathan Rajendran岑拉頓           |
| 13   | 新加坡   | 后卫 | Razaleigh Khalik簡拉沙               |
| 14   | 新加坡   | 中场 | Ronald Kesavan王奇沙                 |
| 15   | 新加坡   | 中场 | Asonal As'at阿艾錫                   |
| 16   | 新加坡   | 前锋 | Suriyandi Bin Naib蘇里恩             |
| 18   | 新加坡   | 门将 | Mohamed Faizal Bin Mohamed Ali武費沙 |
| 19   | 泰国     | 中场 | Rangsan Vivathaichoke黃維泰          |

## 著名球员
- 范迪·阿末
- Lim Tong Hai
- David Lee
- Jang Jung
- Lionel Lewis
- Hamid Estili
- Mohammad Khakpour
- 李健和